# یرموتایوو
یرموتایوو (انگلیسی: Yermotayevo) یک شهرک در شهرستان بلورتسکی استان باشقیرستان کشور روسیه است.